# Цванцигер, Иоганн Христиан
Иоганн Христиан Цванцигер (1725, Лейтшау, ныне Левоча — 15 марта 1808, Лейпциг) — германский философ.

## Биография
Иоганн Христиан Цванцигер родился в семье члена городского совета, который, однако, жил в большой бедности; среднее образование смог получить только при финансовой поддержке чужих людей. Высшее образование получил в университетах Братиславы, Данцига и Лейпцига, изучал философию. В Данциге жил в нищете, однако скоро смог получать за свои отличия в учёбе пособие от городского совета. В Лейпцигский университет поступил в 1763 году, когда ему было уже 37 лет; одновременно с изучением философии был частным репетитором по математике и преподавателем основ философии. После окончания Лейпцигского университета остался преподавать в нём до конца жизни, имел звание профессора.
Первоначально принадлежал к числу философов-догматиков, потом занялся критической философией и в 1796 году перевёл «Метафизику нравов» на латинский язык. Первые его работы в духе догматической философии касались вопроса о свободе и необходимости (1765—1768). Важнейшая из его работ по истории философии — «Theorie der Stoiker und Akademiker von Perception und Probabilismus» (1778). В работах «Commentar über Herrn Professor Kants Kritik der reinen Vernunft» (1792) и «Unpartheische Erlaüterungen über die Kantische Lehre von den Ideen und Antinomien» (1797) занимался анализом философской системы Канта.
Файгингер в своем комментарии на «Критику чистого разума» с уважением упоминает о Цванцигере и относит его к противникам Канта, что, однако, подвергалось другими исследователями сомнению, поскольку Цванцигер действительно критикует систему Канта, но не исключительно с догматической точки зрения; в его работах видно понимание Канта и признание значения за новой критической точкой зрения.